# Stromatopelminae
Stromatopelminae es una subfamilia de arañas migalomorfas de la familia Theraphosidae. La subfamilia Stromatopelminae está formada por tres géneros de arañas arborícolas africanas.

## Géneros
- Encyocratella Strand, 1907
- Heteroscodra Pocock, 1899
- Stromatopelma Karsch, 1881